# Teigebyen
Teigebyen är en  tätort som utgör centralort i Nannestads kommun i Akershus fylke i sydöstra Norge. Orten ligger norr om Oslo och nära flygplatsen Gardermoen.